# Beatrice Minda
Beatrice Minda (* 1968 in München) ist eine deutsche Fotokünstlerin.

## Leben
Beatrice Minda ist die Tochter rumänischer Emigranten und wuchs in München auf. Ihr Studium an der damaligen Hochschule der Künste in Berlin, der heutigen Universität der Künste schloss sie 1997 als Meisterschülerin von Katharina Sieverding ab.
Seitdem arbeitet Beatrice Minda frei in Serien: 1997 „Ephemer“, 2000 „une vie plus ordinaire“, 2003–2006 „was bleibt“, 2003–2006 „Innenwelt“, 2004–2007 „Shift“, 2012 „Tea Time in Tehran“, 2013 „Iran. Interrupted“, 2017/2018 „Dark Whispers“. Weitere Arbeiten erfolgten im Bereich Architekturfotografie.
Minda lebt in Berlin.

## Werk
Beatrice Minda realisierte unter anderem ein umfangreiches Fotoprojekt in Rumänien, der Heimat ihrer Eltern. Sie fotografierte dort private Innenräume, die sie an die Räume ihrer Kindheit in Temeschwar erinnerten. Das Ergebnis dieser Arbeit wurde in der Fotoausstellung Innenwelt. Fotografien aus Rumänien und dem Exil europaweit gezeigt. Es erschien auch ein Bildband gleichen Namens. Ein zweiter Bildband zeigt ebenfalls private Wohnräume aus dem Iran der Jahre 2010 und 2011. Ihre neueste Arbeit beschäftigt sich mit Privathäusern und Innenräumen in Myanmar.

## Ausstellungen
- 2006: Magma Goldrausch, Kunstraum Kreuzberg/Bethanien, Berlin.
- 2007: Innenwelt. Fotografien aus Rumänien und dem Exil, Grassimuseum für Völkerkunde, Leipzig; danach: Galerie nei Liicht, Dudelange, Luxemburg und VHS-Fotogalerie, Stuttgart.
- 2013: Iran. Interrupted, IKOB, Museum für Zeitgenössische Kunst, Eupen, Belgien.
- 2015: Only-Photography, Berlin.
- 2017 / 2018: Dark Whispers, Goethe-Institut Paris und Yangon. Podbielski Contemporary, Berlin.

## Veröffentlichungen
- Iran. Interrupted. Hatje Cantz, Ostfildern 2014, ISBN 978-3-7757-3612-1.[1]
- Innenwelt. Fotografien aus Rumänien und dem Exil. Hatje Cantz, Ostfildern 2007, ISBN 978-3-7757-1969-8.
- was bleibt. Goldrausch Künstlerprojekt Art IT, Berlin 2006, ISBN 3-937476-59-8.
- Dark Whispers. Hartmann Books, Stuttgart 2021, ISBN 978-3-96070-051-7 (englisch/deutsch, 50 Abbildungen und 42 historische Fotos, Zusatztexte von Ko Ko Thett).

## Auszeichnungen
- 2012: Kunstpreis Fotografie der Land Brandenburg Lotto GmbH[2]